# Edema pulmonar de grande altitude

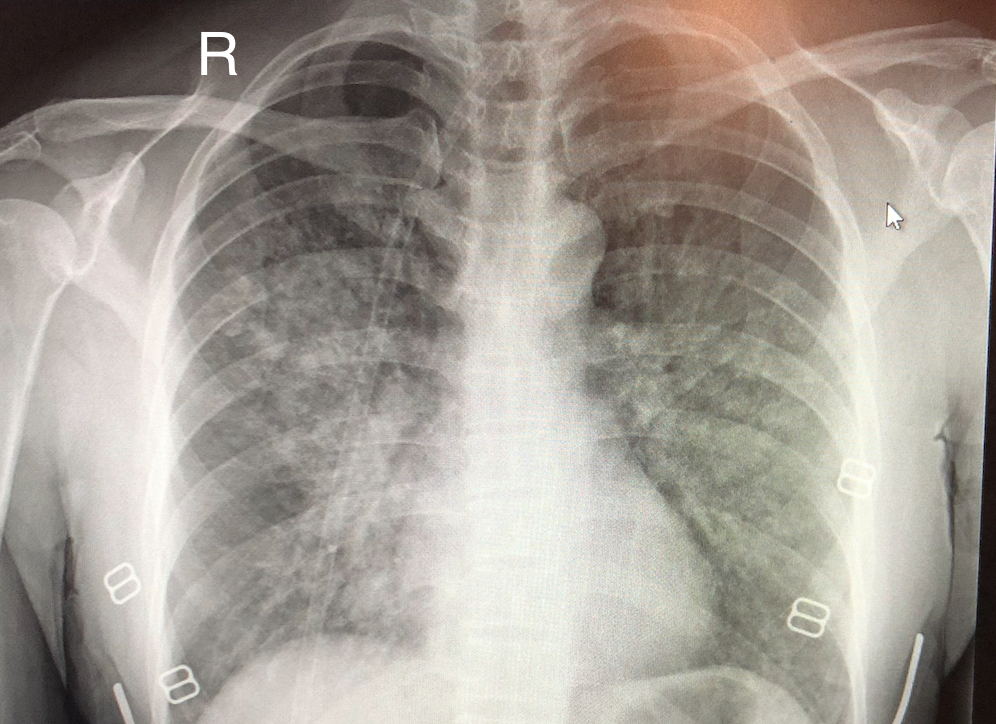
Radiografia simples de tórax de um paciente com diagnóstico de EPGA. Existem infiltrações irregulares em todo o tecido pulmonar, com alterações predominantes no lobo médio direito/hemitórax central direito.

Edema pulmonar de grande altitude é um edema pulmonar que pode ocorrer em sujeitos saudáveis expostos a hipóxia de altitude e não devido a insuficiência cardíaca. Os sintomas podem incluir dificuldades respiratórias (dispneia), tosse, respiração crepitante e dor torácica. Podem também ocorrer alterações de consciência devidas a hipoventilação. Geralmente ocorre acima de 2500 metros de altitude.